# Economía y ética de la propiedad privada
Economía y ética de la propiedad privada (del inglés The Economics and Ethics of Private Property: Studies in Political Economy and Philosophy) es un libro de Hans-Hermann Hoppe publicado por primera vez en 1993. En él sostiene que la inviolabilidad de la propiedad privada es un principio indiscutible de la ética, un derecho humano absoluto, y es la base del crecimiento económico y de un orden social en libertad.

## Resumen
Hans Hoppe en este libro sostiene que el fundamento ético de la libertad individual es el derecho de propiedad, ya que este sería el único que permite el establecimiento de relaciones contractuales entre particulares que permiten edificar una civilización de paz y progreso. 
Desde este postulado aborda temas como el empleo, el dinero, la banca, los ciclos económicos, impuestos, bienes públicos, la guerra, el imperialismo, y el ascenso y caída de las civilizaciones. Empezando por la caída del socialismo real y el estancamiento del estado de bienestar occidental, propone como solución la privatización de todo el sector público -es decir gubernamental- y el establecimiento de una sociedad contractual o anarquista basada en el reconocimiento del derecho a la propiedad privada.

## Publicaciones
- Ludwig von Mises Institute. Auburn, Alabama. Enero de 2006. ISBN 0-945466-40-4.
- Kluwer Academic Publishers (Springer). 31 de marzo de 1993. ISBN 0-7923-9328-7.